# Club de Deportes Cobresal
O Club de Deportes Cobresal ou simplesmente Cobresal é um clube de futebol chileno com sede na pequena cidade de El Salvador, localizada na Região de Atacama no Chile. O clube, apesar de ser de uma cidade muito pequena, é um dos mais vitoriosos do norte chileno.

## História

### Começo glorioso e tempos áureos
O Cobresal foi fundado em 5 de maio de 1979 na pequena cidade de El Salvador, em pleno Deserto do Atacama. O clube conseguiu rapidamente se consolidar no futebol chileno, principalmente devido aos grandes investimentos da CODELCO (Corporação Nacional de Cobre do Chile) e, em 1983, já conseguiu ascender à Primeira Divisão chilena, após ser campeão da Segunda Divisão, no mesmo ano. Durante o restante da década de 80, os "Mineros" passaram pelo seu período mais glorioso, fazendo ótimas campanhas no Campeonato Chileno e conseguindo até uma histórica vaga na Copa Libertadores de 1986, onde, apesar de ser eliminado na fase de grupos, se despediu da competição invicto com 1 vitória e 5 empates.
Também durante essa época, foi campeão da Copa do Chile, em 1987, vencendo na final o Colo-Colo por 2-0 com dois gols de Ivan Zamorano. O astro chileno foi revelado no Cobresal nesse período e tornou-se um dos principais jogadores de futebol chileno da história. Em paralelo a essa década dourada, a cidade de El Salvador também vivenciou seus tempos áureos, com a mineração do cobre a todo vapor e na época possuía 25 mil habitantes. Passada a década de 80, a equipe deixou de ser uma das protagonistas do futebol chileno, embora continuasse sendo presença frequente na elite chilena.

### Destaques e futuro incerto
Em 2011, a CODELCO começou a diminuir os investimentos no clube e, diferente do Cobreloa, que afundou na Primeira B, O Cobresal seguiu firme e logo em seguida ganhou o título mais importante de sua história, o Campeonato Chileno - Clausura de 2015. Retornou à Copa Libertadores em mais 2 ocasiões (2016 e 2024), nas quais foi novamente eliminado na fase de grupos. Além disso, participou da Copa Sul-Americana 3 vezes (2014, 2021 e 2023) e também foi eliminado na primeira fase em todas as ocasiões.
Mesmo tendo conseguido continuar fazendo boas campanhas no Campeonato Chileno, o futuro do Cobresal é incerto, pois a cidade de El Salvador está em declínio populacional e atualmente só conta com 7 mil moradores, o que faz dos mineros a equipe com pior média de público no Campeonato Chileno. O metal na região está acabando e há grandes chances de El Salvador ser fechada nos próximos anos. No dia em que isso acontecer, o clube terá que mudar de cidade ou desaparecerá.

## Rivalidades
Seu principal rival é o Cobreloa com quem disputa o Clássico do Cobre, além de também possuir uma rivalidade com o Deportes Copiapó.

## Títulos
| NACIONAIS | NACIONAIS                        | NACIONAIS | NACIONAIS   |
|           | Competição                       | Títulos   | Temporadas  |
| --------- | -------------------------------- | --------- | ----------- |
| Chile     | Campeonato Chileno de Futebol    | 1         | 2015-C      |
| Chile     | Copa Chile                       | 1         | 1987        |
| Chile     | Campeonato Chileno da 2ª Divisão | 2         | 1983 e 1998 |

## Estatísticas

### Campanhas de destaque
| Club de Deportes Cobresal | Club de Deportes Cobresal | Club de Deportes Cobresal | Club de Deportes Cobresal | Club de Deportes Cobresal |
| Torneio                   | Campeão                   | Vice-campeão              | Terceiro colocado         | Quarto colocado           |
| ------------------------- | ------------------------- | ------------------------- | ------------------------- | ------------------------- |
| Campeonato Chileno        | 1 (2015-C)                | 3 (1984, 1988, 2023)      | 0 (não possui)            | 3 (1986, 1987, 1989)      |
| Campeonato Chileno        | 1 (2015-C)                | 3 (1984, 1988, 2023)      | 2 (2003-C, 2005-C)*       |                           |
| Copa Chile                | 1 (1987)                  | 0 (não possui)            | 1 (1984)*                 | 1 (1984)*                 |

Legenda: (*) semifinais

### Participações
|  | Participações em 2025 |

| Competição           | Competição        | Temporadas       | Anos                                             |
| Ligas nacionais      |                   |                  |                                                  |
| Chile                | Primeira divisão  | 34               | 1984-1992, 1994, 1999, 2002-2016/2017, 2019-     |
| Chile                | Segunda divisão   | 13               | 1980-1983, 1993, 1995-1998, 2000-2001, 2017-2018 |
| Copas internacionais |                   |                  |                                                  |
|                      | Copa Libertadores | 3                | 1986, 2016, 2024                                 |
| Copa Sul-Americana   | 3                 | 2014, 2021, 2023 |                                                  |

## Sedes e estádios

### El Cobre

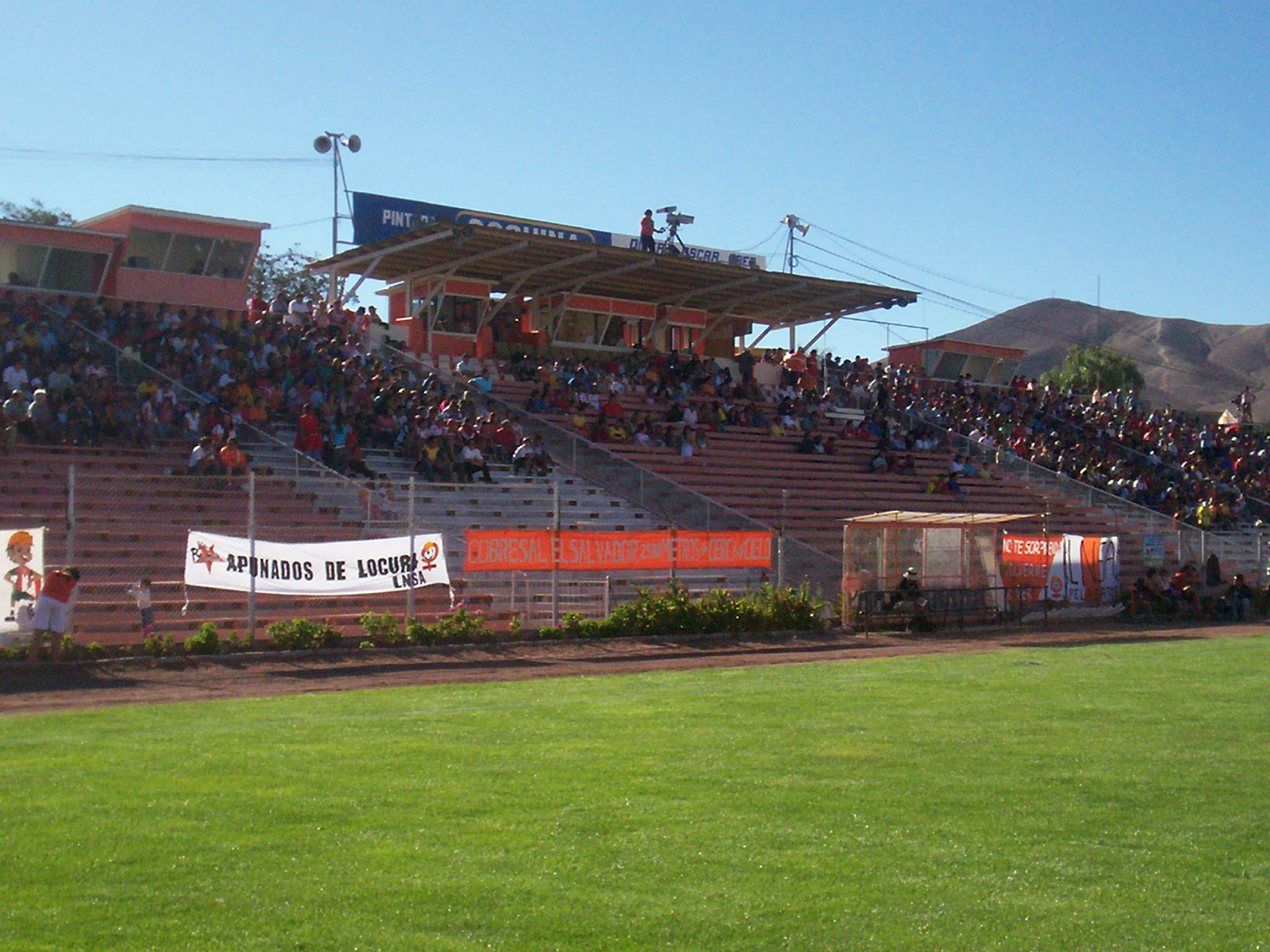
Arquibancada principal do Estádio El Cobre.

O estádio El Cobre é situado em El Salvador, no Chile, e foi inaugurado no dia 1 de junho de 1980. Ele é conhecido como "O estádio mais grande do mundo", já que tem uma capacidade maior que o número de habitantes da cidade, assim nunca se encherá com o público local. O estádio passou por uma grande ampliação para a Libertadores de 1986, aumentando sua capacidade para 20 mil pessoas. Contudo, atualmente a capacidade permitida é para 12 mil torcedores e dificilmente o Cobresal é liberado para jogar competições internacionais no seu estádio devido à precária estrutura da cidade.